# خانه راحل پیناسیان
خانه راحل پیناسیان مربوط به دوره قاجار است و در رفسنجان، میدان انقلاب، کوچه بن‌بست شماره۸ انقلاب واقع شده و این اثر در تاریخ ۲۴ اسفند ۱۳۸۳ با شمارهٔ ثبت ۱۱۳۹۱ به‌عنوان یکی از آثار ملی ایران به ثبت رسیده است.